# Hamdi Ould Rachid
Sidi Hamdi Ould Rachid (en arabe : حمدي ولد رشيد), né en 1971 à Laâyoune et issu de la tribu des Reguibat, est un homme politique  et homme d'affaires marocain. 
Il préside le conseil régional de Laâyoune-Sakia El Harma.
Il ne faut pas le confondre avec Moulay Hamdi Ould Rachid, maire de Laâyoune.  